# منتخب الجبل الأسود لكرة الطائرة للسيدات
منتخب الجبل الأسود لكرة الطائرة للسيدات هو ممثل الجبل الأسود الرسمي في المنافسات الدولية في كرة طائرة للسيدات
.

## وصلات خارجية
- الموقع الرسمي